# Magicicada cassini
Magicicada cassini (лат.) — вид периодических цикад с 17-летним жизненным циклом, распространенный в восточной части Северной Америки.
Эндемик США. Относится к группе cassini, включающей также вид Magicicada tredecassini (13-летняя). По своему циклу сходен с видами Magicicada septendecim и Magicicada septendecula, имеющими также 17-летний период развития.